# Пирели
Pirelli & C. S.p.A. (произнася се Пирели и ко) е италианска компания, 5-и по големина в света производител на автомобилни гуми след Бриджстоун, Мишлен, Goodyear и Континентал. Собственост е на китайския химически гигант China National Chemical Corp. (ChemChina). Седалището на компанията се намира в Милано, Италия (вж. Кулата Pirelli).

## История
Компанията е основана на 28 януари 1872 г. от Джовани Батиста Пирели под названието „G.B. Pirelli & C“. Отначало фирмата се е занимавала с производството и продажбата на изделия от естествен каучук и дихателни апарати за подводно плуване. През 1894 г. компанията патентова първите гуми за велосипеди, а първият патент за автомобилни гуми е получен през 1901 г.. Доста по-късно започва производството и на кабели (за енергетиката и телекомуникациите). През 2005 г. Pirelli продава кабелното си подразделение на компанията Goldman Sachs, която променя названието на новата група на Prysmian.
През 1950-те, Алберто Пирели, президент на концерна, възлага строежа на небостъргач, Кулата Pirelli, на същото място, където през XIX век са се намирали първите производствени мощности на неговата компания.

## Собственици и ръководство

### Основни акционери
Притежатели на акциите на Pirelli към септември 2019 г.:
| Притежател                                                     | Част, % |
| -------------------------------------------------------------- | ------- |
| Marco Polo International Italy (междинен холдинг за ChemChina) | 45,52%  |
| Camfin S.p.A.                                                  | 10,10%  |
| Long-Term Investments Luxembourg                               | 6,24%   |
| Институционални инвеститори                                    | 34,64%  |
| Индивидуални инвеститори                                       | 3,50%   |

## Дейност
Към 2018 г. секторът за производство на гуми Pirelli притежава 19 завода в 13 страни по света. Търговски операции се извършват в над 160 страни чрез мрежа от около 14 600 дистрибутори и търговци на дребно.
Компанията Pirelli притежава контролния пакет акции (80%) от италианския промишлен холдинг Olimpia (владеещ голям пакет акции от телекомуникационната компания Telecom Italia). Тя разработва нови технологии и оборудване не само за производството на гуми, но и за каучуковата промишленост.
Освен основния бизнес, компанията има неголямо производство на облекло и обувки с марката P.Zero.
Според отчета на компанията за 2016 г., общият брой на персонала e 37 050 Приходите за 2017 г. възлизат на € 5,352 млрд, чистата печалба – € 263 млн, операционната печалба – € 674 млн.

## Спорт
Гумите Pirelli широко се използват в авто- и мотоспорта. От 1950 до 1991 г. компанията присъства във Формула-1 (с прекъсвания). От 2008 г. в световния рали шампионат е установен монопол за гумите на Pirelli. От 2011 до 2018 г. компанията е единствен официален доставчик на гуми за световния шампионат в клас Формула 1 и Формула 2.
Също така Pirelli е спонсор на миланския футболен клуб „Интернационале“ (ФК „Интер“) (генерален спонсор на клуба от 1995 г.).
От 2011 г. Pirelli е генерален спонсор на Купата на Русия по футбол.

### Във Формула 1
|        | Участия | Победи | ПП | НБО | Точки  | Бр. пилоти | Бр. отбори | Бр. двигатели |
| Пирели | 244     | 87     | 90 | 94  | 4682,5 | 181        | 42         | 17            |
| ------ | ------- | ------ | -- | --- | ------ | ---------- | ---------- | ------------- |